# Samuel Messick
Samuel Messick (ur. 1931, zm. 1998) – amerykański psycholog. Jego prace miały wpływ na rozwój teorii psychometrycznej dotyczącej trafności testów psychologicznych. Zgodnie z jego podejściem, jednym z aspektów trafności teoretycznej testu jest wymiar konsekwencji społecznych związanych z interpretacją wyników oraz ich wykorzystaniem w praktyce. 